# Mowri
Mowri, est un village situé au Khuzestan, en Iran. 
Un relief rupestre élyméen remontant à l’époque Parthe y a été découvert en 1999 sur le site de Shirinow, resté inconnu jusqu’à ce jour en raison de son éloignement des zones urbaines. Étant situé sur une piste de transhumance nomadique, le relief était néanmoins connu des pasteurs nomades bakhtiars.
Le relief montre trois personnages de face, l’un à gauche armé d’une lance, est assis sur un trône. Un autre, semble lever le bras droit vers le personnage assis, tandis que le personnage de droite, est représenté croisant les bras. Il semble s’agir d’une scène d’investiture, mais l’analyse est rendue difficile par le fait que le panneau est très dégradé. Il est en effet régulièrement utilisé comme cible de jets de pierres par des nomades souhaitant ainsi conjurer le mauvais sort. Les contours des personnages sont rehaussés d’un trait au charbon de bois facilitant la visée.
La sculpture rupestre est florissante en Élymaïde aux IVe et IIIe siècles. La région bénéficiant alors d’une certaine autonomie, il s’y développe une véritable école dont l’art est caractéristique. La représentation suit les canons typiques des reliefs parthes : les personnages sont figés, adynamiques, représentés de face, ce qui confère à l’ensemble une impression d’immobilité. L’exécution du relief est peu marquée en profondeur, ce qui accentue lui confère un rendu rudimentaire.  De plus, aucune représentation divine n’y est présente, la scène est donc profane.

## Sources
- (fr) Louis Vanden Berghe, Reliefs rupestres de l’Iran ancien, Musées royaux d’art et d’histoire, Bruxelles, 1984, 208pp.
- (fr) Jafar Mehr Kian (traduit par Azita Hampartian et Rémy Boucharlat), Découverte de nouveaux bas-reliefs en Élymaïde,p61, in Empires Perses d'Alexandre aux Sassanides, Les dossiers d’archéologie N°243, mai 1999, Faton.
- (fr) Rémy Boucharlat, Les sites d'époque parthe en Iran, in Les Parthes, Les dossiers d’archéologie N°271, Mars 2002, Faton, p. 54-63.